# نیکولا اده
نیکولا اده (فرانسوی: Nicolas Edet‎؛ زادهٔ ۲ دسامبر ۱۹۸۷) دوچرخه‌سوار اهل فرانسه است.
از باشگاه‌هایی که در آن رکاب زده‌است می‌توان به تیم دوچرخه‌سواری کوفیدیس، اشاره کرد.